# Mackinlayoideae
Mackinlayoideae, potporodica štitarki. Sastoji se od deset rodova uglavnom raširenih po Australiji.

## Rodovi
Subfamilia Mackinlayoideae Plunkett & Lowry:
1. Tribus Actinotus clade
  1. Actinotus Labill. (20 spp.)
2. Tribus Xanthosia clade
  1. Apiopetalum Baill. (2 spp.)
  2. Mackinlaya F. Muell. (5 spp.)
  3. Brachyscias J. M. Hart & Henwood (1 sp.)
  4. Xanthosia Rudge (25 spp.)
  5. Chlaenosciadium C. Norman (1 sp.)
  6. Subtribus Centella clade
    1. Pentapeltis Bunge (2 spp.)
    2. Schoenolaena Bunge (2 spp.)
    3. Micropleura Lag. (2 spp.)
    4. Centella L. (54 spp.)